# Katie Volynets
Katie Volynets (Walnut Creek, 31 december 2001) is een tennisspeelster uit de Verenigde Staten van Amerika. Zij begon op vijfjarige leeftijd met het spelen van tennis. Haar favoriete ondergrond is hardcourt. Zij speelt rechtshandig en heeft een tweehandige backhand. Zij is actief in het internationale tennis sinds 2018.

## Loopbaan
In 2016 won Volynets de Orange Bowl in de categorie meisjes van 16 jaar of jonger.
In 2019 kreeg zij een wildcard voor het US Open door de USTA Girls 18s National Championships te winnen – daarmee speelde zij haar eerste grandslampartij.
In 2021 won zij haar eerste professionele titel, op het $100k-ITF-toernooi van Bonita Springs (VS) – in de finale versloeg zij de Roemeense Irina Maria Bara.
In maart 2022 haakte Volynets nipt aan bij de top 150 van de wereldranglijst in het enkelspel. Op Roland Garros won zij haar eerste grandslampartij, van de Zwitserse Viktorija Golubic.
Op het Australian Open 2023 bereikte zij de derde ronde – daarmee maakte zij haar entrée tot de mondiale top 100 in het enkelspel.
Volynets stond in 2024 voor het eerst in een WTA-finale, op het WTA 125-toernooi van Makarska – hier veroverde zij haar eerste titel, door de Egyptische Mayar Sherif te verslaan.

## Posities op deWTA-ranglijst
Positie per einde seizoen:
| jaar | rang enkelspel | rang dubbelspel |
| ---- | -------------- | --------------- |
| 2018 | 743            | –               |
| 2019 | 438            | –               |
| 2020 | 315            | 805             |
| 2021 | 178            | 573             |
| 2022 | 110            | 600             |
| 2023 | 109            | 729             |

## Palmares
| Legenda                 |
| ----------------------- |
| Grandslamtoernooi       |
| Olympische Spelen       |
| Year-End Championships  |
| Premier Mandatory       |
| Premier Five / WTA 1000 |
| Premier / WTA 500       |
| International / WTA 250 |
| Challenger / WTA 125    |

### WTA-finaleplaatsen enkelspel
| nr.              | finale     | toernooi     | ondergrond | tegenstandster | score         |         |
| ---------------- | ---------- | ------------ | ---------- | -------------- | ------------- | ------- |
| gewonnen finales |            |              |            |                |               |         |
| 1.               | 2024-06-09 | WTA Makarska | gravel     | Mayar Sherif   | 3-6, 6-2, 6-1 | details |
| verloren finales |            |              |            |                |               |         |
| 1.               | 2025-04-20 | WTA Oeiras   | gravel     | Dalma Gálfi    | 6-4, 1-6, 2-6 | details |

## Resultaten grandslamtoernooien
| Legenda | Legenda                          |
| ------- | -------------------------------- |
| g.t.    | geen toernooi gehouden           |
| l.c.    | lagere categorie                 |
| –       | niet deelgenomen                 |
| G       | uitgeschakeld in de groepsfase   |
| 1R      | uitgeschakeld in de eerste ronde |
| 2R      | uitgeschakeld in de tweede ronde |
| 3R      | uitgeschakeld in de derde ronde  |
| 4R      | uitgeschakeld in de vierde ronde |
| KF      | uitgeschakeld in de kwartfinale  |
| HF      | uitgeschakeld in de halve finale |
| F       | de finale verloren               |
| W       | het toernooi gewonnen            |
| w-v     | winst/verlies-balans             |

### Enkelspel
| toernooi        | 2019 |    | 2021 | 2022 | 2023 | 2024 |
| --------------- | ---- | -- | ---- | ---- | ---- | ---- |
| Australian Open | –    | –  | 1R   | 3R   | 1R   |      |
| Roland Garros   | –    | –  | 2R   | 1R   | 2R   |      |
| Wimbledon       | –    | 1R | –    | 1R   | 2R   |      |
| US Open         | 1R   | 1R | –    | 1R   |      |      |